# Dépendance au smartphone

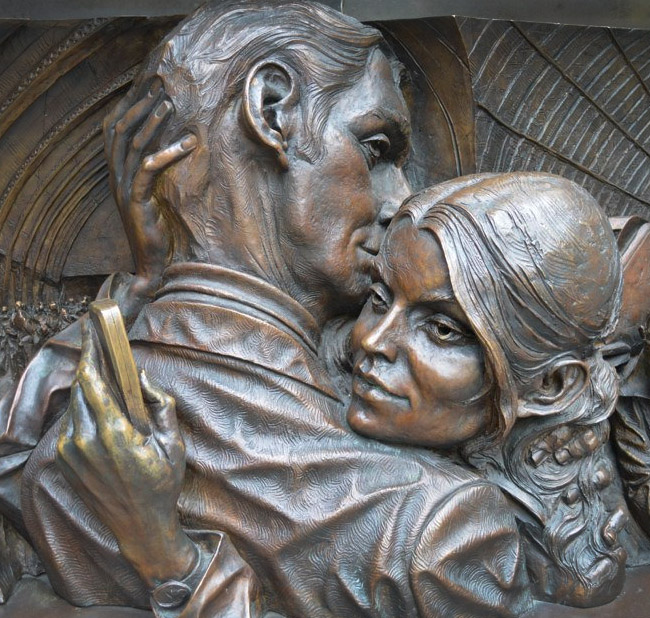
Sculpture de Bronze évoquant la dépendance au smartphone (Matt Brown, Londres).

Pour des articles plus généraux, voir Dépendance à Internet, Dépendance aux réseaux sociaux et Dépendance au jeu vidéo.
 Mise en garde médicale
La dépendance ou l'addiction au smartphone ou la nomophobie est un phénomène qui apparaît depuis la large diffusion des smartphones. Il relève, du moins en partie, de la cyberaddiction qui peut se développer, notamment dans le cadre du nomadisme numérique, ou révèle souvent d'autres addictions. Il peut ajouter à la dépendance au téléphone et à l'information disponible sur l'Internet une autre dépendance, à certains des réseaux sociaux qui se sont développés grâce à Internet.
Ce trouble est classé dans les pathologies communicationnelles ; troubles psychologiques entraînant chez le « mobinaute » un besoin excessif, incontrôlable voire obsessionnel d'utiliser un téléphone au point d'y consacrer tant de temps et d'énergie, que l'objet et son utilisation finissent par interférer négativement avec la vie quotidienne, professionnelle ou affective du sujet qui peut développer une anxiété, parfois phobique ou une dépression qui vont indirectement aussi affecter son entourage. Cette dépendance se résout parfois d'elle-même, et dans ce cas, à la différence des dépendances chimiques elle n'entraînerait pas ou peu de séquelles physiques et psychiques pour la santé, affirmation que seules des études épidémiologiques de long terme pourront confirmer.
Cette nouvelle addiction semble tendre, pour partie au moins, à se substituer à l'addiction à la télévision. Dans les années 2010, l'addiction au smartphone touche surtout les jeunes.

## Histoire

### Internet addiction disorder
Le terme Internet Addiction Disorder émerge d'abord (ou est rapidement reconnu) dans plusieurs pays asiatiques, notamment en Corée du sud et au Japon. Dès 2006, des comportements compulsifs jugés pathologiques liés à l'usage de l'internet y sont détectés chez les collégiens et lycéens.
Les consultations psychiatriques pour addiction à l'internet ont augmenté au Japon des années 1990 à 2000 alors que le pays devient celui où le haut débit est le plus élevé et le moins cher. Selon le ministère japonais de la Santé, du Travail et des Affaires sociales, en 2007 environ 60 900 personnes passaient une grande partie de leur nuit sur l'Internet ou dans un manga café (5400 personnes au Japon déclarent régulièrement passer toute une nuit sur l'Internet ou dans des manga cafés). En 2007 les collégiens japonais étaient déjà 9 % à souffrir d'un syndrome de cyberdépendance (l'un des taux les plus élevés au monde vers 2005), mais des indices laissent penser que la dépendance au smartphone est bien pire (il décrit le cas de deux étudiants sombrant dans la dépression alors qu'ils ne pouvaient plus s'empêcher d'envoyer plus de 100 emails par jour)... En outre, selon lui la dépendance aux jeux en ligne devient aussi un « grave problème au Japon » " le seul centre d'aide aux élèves absentéistes basé à Nagoya "a reçu 327 demandes d'aide concernant la dépendance aux jeux en ligne en 6 mois (janvier à juillet 2006).
Selon une étude de 2013, 7 % des 50 millions de Sud-Coréens présentent « un risque élevé » d'addiction à l'internet, mais ce taux triple en grimpant à près de 20 % chez les adolescents (génération née et ayant grandi avec internet), les étudiants de haut niveau ne sont pas les moins touchés,. 240 000 adolescents seraient susceptibles d'être touchés par ce phénomène en Corée rien qu'en 2013. Dix ans plus tard, une grande étude conclut que près d'un tiers des interrogés (29 à 31 %) dans le monde présentent un risque élevé d'addiction, variant selon leur genre, âge et région (les femmes, les plus jeunes et les personnes d'Asie du Sud-Est sont alors les plus à risque, et l'Europe serait la région du monde la moins touchée par cette addiction.[réf. nécessaire]

### Émergence des smartphones
Le premier smartphone destiné à un large public, l'iPhone, est présenté par Steve Jobs le 7 janvier 2007, et commercialisé à partir du 29 juin 2007. Deux milliards d'iPhone sont vendus entre 2007 et 2023.
Avec la diffusion très rapide des smartphones dans le monde au début du XXIe siècle cette dépendance est jugée préoccupante par un nombre d'auteurs et d'études scientifiques. À partir de 2007 et le début de la diffusion du smartphone, l'addiction au numérique s'est durcie. Dans les pays ou les régions riches émergents d'Asie comme Singapour, Hongkong,Corée du Sud ou Taïwan, en 2014 « Singapour et Hong Kong détiennent le record régional du plus grand nombre d'utilisateurs de smartphones par habitant », selon le cabinet d'étude Nielsen. 87 % des 5,4 millions d'habitants de Singapour ont un téléphone multifonction (contre 65 % aux États-Unis) via lequel ils passent en moyenne 38 minutes par session sur Facebook, « soit presque deux fois plus que les Américains », selon la société Experian.
Début 2020, on a déjà des preuves scientifiques de comorbidité liée à cette dépendance ainsi qu'à la dépendance aux réseaux sociaux qui lui est liée. Ces comorbidités incluent la timidité, une moindre image de soi, l'anxiété, la dépression et parfois les TOC, ou un syndrome de type TDAH ou encore des problèmes de consommation d’alcool, des troubles cognitifs et de la régulation cognitive-émotionnelle et de l’impulsivité. S'y ajoutent, sur le plan physiologique, un sommeil, une forme physique et un comportement alimentaire dégradés, un risque accru de douleurs et des migraines, un moindre contrôle cognitif avec des changements observable du volume de matière grise du cerveau. Autrement dit : « L’utilisation excessive des smartphones est associée à des changements psychiatriques, cognitifs, émotionnels, médicaux et cérébraux qui devraient être pris en compte par les professionnels de la santé et de l’éducation ».
En 2023, la plus grande étude jamais faite sur le niveau d'addiction (chez 50 423 participants de 18-90 ans dans 195 pays, via un questionnaire standardisé, pilotée à partir de l'Université de Toronto) conclut que près d'un tiers des interrogés (29 à 31 %) présentent un risque élevé d'addiction, un risque qui diffère toutefois selon leur genre, âge et région ; les femmes, les plus jeunes et les personnes d'Asie du Sud-Est étant les plus à risque, alors que l'Europe est la région où le risque d'addiction est le moindre.
Les études scientifiques peu à peu produites sur le phénomène montrent aussi des tendances très différentes selon les générations et selon les pays et les cultures. Et les auteurs attirent souvent l'attention sur le caractère émergent et rapidement croissant du phénomène, qui doit faire considérer leurs résultats avec une certaine prudence, alors qu'un internet 3.0 semble déjà se préparer et que depuis 2023 l'intelligence artificielle vient bouleverser l'Internet et de nombreux secteurs de la société. Les tests psychologiques devraient en outre être complétés de recherches de preuves neurologiques ou biologiques selon Mok& al.

## Description
Avec le passage du simple téléphone au mobile puis au smartphone, la « victime » est passée d'un besoin de presque constamment parler, à celui d'écrire ou recevoir des textos, à celui d'être en ligne ou dans l'Internet presque en permanence. Le téléphone sert en effet de moins en moins à téléphoner et de plus en plus à se connecter à Internet, photographier, filmer, donner l'heure, servir de GPS, etc. : les mails et les chats ou les visio-chats tendent par exemple à être remplacés par d'autres activités.
Ce phénomène de dépendance entre alors dans la catégorie cyberdépendance (ou cyberaddiction), qui induit des symptômes et troubles décrits comme usage problématique d'Internet (UPI), usages problématiques des TIC, ou trouble de dépendance à Internet (TDI).
La dépendance peut être entretenue ou exacerbée par des systèmes d'alerte de messagerie, mais aussi par la publicité ciblée permise par l'exploitation de données collectées et revendues par certains moteurs de recherche ou sites de réseautage social. Certaines applications récentes visent à faire du smartphone un véritable coach personnel.
Les consultations de psychologues et psychiatres continuent à accueillir des jeunes addicts aux jeux vidéo, mais aussi de plus en plus d'accros aux réseaux sociaux et aux vidéos en ligne (YouTube).
Ce phénomène d' « asservissement volontaire » ou « subi » à cet objet connecté particulier a d'abord été détecté en Asie dans les pays où les smartphones sont les plus utilisés, mais est également signalé aux États-Unis et en Europe (dont en France). Les États-Unis envisagent de l'introduire dans leurs guides de diagnostic et statistiques des troubles mentaux (il pourrait être dénommé “internet use disorder”).

## Constats et enjeux
Psychiatres et psychologues constatent une fréquence croissante de troubles : l'usage intensif du téléphone peut amener des troubles musculo-squelettiques et notamment articulaires de certains doigts fortement mobilisés par le clavier ou l'écran tactile. Par ailleurs, la fascination du surf sur internet, notamment chez les adolescents et les jeunes adultes, pourrait parfois conduire à une difficulté à distinguer le réel du virtuel (que Fourati en 2013 décrit comme « réelisation » du virtuel et « virtualisation » du réel).
Certains chercheurs estiment que le monde partiellement virtuel et facilement accessible par le smartphone pourrait être un lieu et un temps d'échappatoire à une réalité vécue comme difficile. Certains y voient aussi un exutoire à des pulsions impossibles ou plus difficiles à assouvir dans le monde réel, ce qui devient problématique quand l'addictivité traduit une immaturité socio-affective ou entretient l'impossibilité de se construire une identité psychosociale plus ancrée dans l'environnement social réel de la personne. La dépendance peut être amplifiée par la coexistence d'un sentiment de faible valeur personnelle, de non-reconnaissance.

## Différences homme-femme
Greenberg et al. (1999)  démontre des disparités dans l'expression des addictions selon les sexes, dont l'addiction aux téléphones portables et internet. Jung-Yeon Mok et al. (2014) de l'université d'Eulji (Corée du Sud) confirme cette tendance quinze ans plus tard (sur un échantillon de 500 étudiants sud-coréens) et invite les futures études sur le sujet à analyser les deux sexes séparément.
Selon Mok et al. (2014), malgré ces différences, il existe des tendances communes aux deux sexes en termes de traits et facteurs psychosociaux : chez les garçons, comme chez les filles, les niveaux d'anxiété et les traits de personnalité névrotiques sont corrélés à la gravité de la dépendance. Cependant, ajoutent les auteurs, les résultats au test de l'échelle de mensonge sont inversement proportionnels au niveau de gravité de la dépendance, laissant supposer un biais de non-sincérité dans les réponses des personnes faiblement dépendantes, mais confirmant surtout un moindre souci d'intégration sociale chez les personnes addictives à l'Internet (effet qui avait déjà été signalé en 2007 par une étude ayant porté sur des étudiants chinois.

## Éléments de contextes et d'explications
Le smartphone supprime certaines barrières temporelles, notamment grâce à sa capacité de mémorisation d'agendas et d'agenda électroniques, éventuellement partagé et interopérable. Et grâce aux traducteurs automatiques, il peut déjà atténuer certaines barrières linguistiques.
Il a ainsi pu susciter des comportements communicationnels totalement inédits,, y compris dans les pays dits pauvres où le smartphone joue un rôle croissant dans les échanges interpersonnels, mais aussi économiques.
Le smartphone est devenu omniprésent. Par rapport à un ordinateur, son coût d'achat est faible. Le smartphone est moins intrusif que les anciens téléphones (remplacement de la sonnerie par le vibreur), mais il attire ou détourne souvent l'attention de son propriétaire. Selon Michel Lejoyeux (2007), sa disponibilité permanente « induit un manque dès que la communication s'interrompt ». Tisseron (2001) le compare même à cordon ombilical et Biagini, C. (2012) à un « doudou pour adulte ».

## Dépendance «by design»
L'objectif des développeurs d'applications mobiles est le plus souvent de maximiser les interactions entre leurs applications et leurs utilisateurs grâce à la disponibilité permanente établie par le smartphone. Le concept de récompense, central dans les études portant sur les addictions, est aussi central dans le comportement de dépendance recherché par les développeurs.
Selon L. Allard dans son livre Une mythologie du portable (2009), le smartphone est porté par une publicité omniprésente et parfois agressive. Selon C.L. Bolle (2014), la dépendance au smartphone peut naître d'un conditionnement opérant créé (volontairement ou non) par les concepteurs de l'outil et les concepteurs d'applications, pavant ainsi le terrain vers l'addiction pour les cas de personnalités les plus fragiles.

## Terminologie
Le mot « addiction » est souvent utilisé. Quelques auteurs comme le Dr Fionnbar Lenihan préfèrent le réserver à des dépendances qui induisent non seulement des souffrances psychologiques mais aussi des dégâts dommages somatiques importants (ex : cirrhose du foie chez l'alcoolique). D'autres précisent le mot dans l'expression « addictions sans toxiques » et d'autres encore parleront plutôt d'« usage problématique d'internet ».
Le mot « nomophobie » (contraction a anglophone de "no mobile-phone phobia") décrit l'équivalent du « manque » ressenti par le drogué : il désigne la phobie de se retrouver sans téléphone mobile ou smartphone.

## Caractérisation de la dépendance (et de seuils?)
L'addiction à l'Internet (et non aux smartphones) est d'abord étudié par la psychologue Kimberly Young (en) qui commence à publier des articles scientifiques sur le sujet dès 1995, année où elle établit le Center for Internet Addiction. Elle a développé le Internet Addiction Test (IAT) pour mesurer l'addiction à internet, et a publié le livre Caught in the Net (1998) qui traite spécifiquement de ce sujet. 
Le Dr Ivan K. Goldberg estime qu'il s'agit d'un symptôme plus que d'un trouble psychique, comme dans le cas de la dépendance aux jeux d'argent ou de hasard. L'internet pourrait être moins dangereux pour le cerveau et la psychée que les usages addictifs de la télévision.
Cette forme d'addiction relève de ce qu'Otto Fenichel décrivait déjà en 1949 comme des « toxicomanies sans drogues » et fait intervenir une technologie innovante a priori libératrice et émancipatrice, potentiellement utile à l'épanouissement des individus, mais qui montre pour de nombreux usagers un réel pouvoir d'addiction.
L'addiction ou la compulsion ne se jugent pas au nombre d'heures d'utilisation du médium, mais à son influence sur le comportement et à l'existence d'une pulsion irrésistible d'utilisation. Pour Romain Cally « sur le web, la compulsion apparaît lorsque l'internaute ne juge plus son comportement normal, mais ne peut pour autant éviter de se connecter. Si l'individu ne faisait pas cette action, son anxiété en deviendrait difficilement soutenable, voire insupportable ». Thibaud Dumas, bien que observant de nombreux parallèles aves les addictions de type comportementales, présente la situation comme étant très hétérogène selon les pays et les études. Selon le psychologue américain Ivan K. Goldberg, « la dépendance à Internet peut déterminer la négation ou l'évitement d'autres problèmes de la vie courante ».
Ce type de dépendance correspond à un jeu pathologique du manuel diagnostique et statistique des troubles mentaux (DSM-IV) du TDI.
Une échelle d'addiction au smartphone a été développée et testée par Kwon M & al. et proposée en 2013 dans la revue PLoS One.

## Durée/réversibilité de la dépendance
Comme le note Michael Stora à propos des adolescents dans un ouvrage intitulé Les écrans ça rend accro… « les comportements excessifs sont le propre de leur âge et peuvent cesser spontanément du jour au lendemain ».

## Activités digitales addictives
- Achats compulsifs sur internet via les multiples canaux de vente existant
- Jeux de hasard sur internet (Canada, 2012)[40].
- le besoin compulsif de se signaler ou de se faire reconnaitre, par exemple en laissant des messages sur de nombreux forums, éventuellement agressivement (trollisme et cyberdésinformation)[réf. nécessaire]
- Activités sexuelles en ligne type sextos[40]
- une cyberdépendance à l'information, éventuellement associée à un syndrome de collectionnisme virtuel : Le collectionneur compulsif peut sur le net devenir « cyberamasseur »[41], passant alors un temps considérable à rechercher et amasser des liens, des images, des montages ou des vidéos dans le cyberespace qui semble infini et sans cesse grandissant).

## Signes et manifestations
Ils doivent être interprétés avec prudence, d'autant que certains de ces signes évoluent et continueront d'évoluer (dans l'espace et dans le temps) au rythme de l'apparition de nouveaux usages et services permis par le téléphone dit « intelligent ».
L'usage immodéré ou compulsif du téléphone portable puis du smartphone peut conduire à anormalement détourner l'attention de la personne, notamment quand elle se consacre à des activités en ligne telles que :
- lire, envoyer ou rediriger des textos, et plus récemment des courriels puis des tweets[43], ou des interactions de type réseautage social en ligne[44] ;
- penser très souvent, sans raisons apparentes à son smartphone ou le consulter plusieurs fois par heure (En France, selon un sondage IFOP de 2013, les propriétaires (de plus de 18 ans) d'un smartphone le consultaient 3 fois plus souvent plusieurs fois par heure que ceux qui possèdent un simple téléphone mobile. Et seuls 3 % des utilisateurs de smartphone le consultaient moins d'une fois par jour, alors que les utilisateurs d'un mobile simple étaient 17 % dans ce cas)[45]. Ce même sondage révèle que plus de 50 % des utilisateurs de smartphone s'estiment assez dépendants (45 %) à très dépendants (13 %) de ce smartphone (contre respectivement 22 et 4 % chez les usagers d'un simple téléphone portable) ;
- consulter compulsivement ses boites de messagerie web ou la messagerie instantanée ;
- consulter et entretenir très fréquemment sa page Facebook ou d'autres pages de présentation et échanges sur des réseaux sociaux ;
- la lecture de textes, de contenus (en zappant fréquemment) ou de vidéos en ligne (qui s'enchainent spontanément par les mécanismes du Web), contenus que la personne reconnait elle-même comme futiles voire inintéressants ;
- la consultation compulsive de contenus pornographiques ;
- les jeux vidéo personnels ou en ligne[46], (quand ils interfèrent négativement avec la vie quotidienne ou la santé). Un documentaire montre que de jeunes Chinois allaient jusqu'à porter des couches pour ne pas cesser leur jeu en ligne[47].

## Symptômes
Cette forme de dépendance évolue vers la cyberdépendance caractérisé par une relation homme-machine où l'outil informatique n'est plus maitrisable et où son utilisation finit par avoir des effets négatifs et destructeurs sur la santé physique ou psychique de l'utilisateur.
Il est généralement question de dépendance à l'outil ou à l'Internet si les symptômes suivants apparaissent :

### Symptômes psychologiques (par ordre de gravité)
- sentiment de profond bien-être voire d'euphorie, de puissance et d'ubiquité quand le téléphone est utilisé, et inversement sentiment d'anxiété et éventuelle irritabilité quand le smartphone est déchargé ou indisponible ;
- besoin de fréquemment toucher, vérifier ou utiliser son téléphone ; Faire semblant de pianoter sur le clavier ou l'écran ou l'activer pour fuir une situation embarrassante ou donner l'impression qu'on est occupé ;
- difficulté de concentration (au travail, à l'école, lors d'activité de bricolage, voire durant l'usage du téléphone) ;
- tolérance marquée pour un usage intense, long et fréquent du smartphone ;
- besoin de constamment augmenter le temps d'utilisation d'Internet et difficulté à arrêter de surfer (en empiétant alors sur le temps des repas, du sommeil, de l'hygiène, de la vie familiale, amicale, sociale et des loisirs), et au détriment d'activités physiques et souvent associé à des insomnies ;
- mensonges à l'entourage pour passer plus de temps sur l'Internet ;
- dépression ou irritabilité quand la personne est privée du téléphone ou de l'accès à l'Internet ;
- échecs répétés dans le contrôle de ces comportements, malgré la prise de conscience de conséquences négatives significatives.

### Symptômes physiques
Parmi les symptômes physiques allégués, figurent :
- syndrome du canal carpien ;
- trouble de la vision ;
- syndromes du « text-neck » et l'« iNeck », qui désignent maintenant les douleurs de nuque et maux de dos induites par une mauvaise position du corps lors de l'utilisation d'un téléphone ou d'autres terminaux mobiles.

## Tests de dépendance
Des signes comportementaux précoces d'addiction existent dans de nombreux domaines et apparaissent dans les années 2010 pour l'addiction au smartphone.
Des tests quantitatifs visent aussi à détecter et/ou évaluer les comportements dits obsessionnels liés à 'internet,.
Un test dit Internet stress scale a été publié en français par la revue Toxibase en 2002.
Les résultats de ces tests sont à exploiter avec prudence car le téléphone portable est un outil multifonction de plus en plus polyvalent et une partie de ses usages a des effets positifs ou neutres sur la santé. Les seuils pathologiques de son usage sont parfois difficiles à établir.

## Dangers avérés ou suspectés
Les risques et dangers de l'addiction aux terminaux portables ont fait l'objet de nombreuses études dans le monde et diverses Agences et ONG s'y intéressent aussi, bien au-delà des démarches de vérification de contenus violents, mensongers, etc. Ils sont en France notamment étudiés par un Observatoire des Mondes Numériques en Sciences Humaines (OMNSH) créé par un groupe de psychologues et psychanalystes
Les applications visant à faire du smartphone un assistant personnel voire un véritable coach surveillant proactivement notre santé, notre sommeil, nos performances, doté de « moteurs de suggestion » de plus en plus perfectionnés pourrait encore exacerber cette dépendance voire pousser certaines personnes à un certain abandon de leur libre arbitre et autonomie.[réf. nécessaire]
Les dangers de l'addiction au smartphone cités par la littérature sont de deux ordres :
1. Dangers psychosociaux :
- Le smartphone peut modifier la manière d'être au monde, les relations interpersonnelles et à nous-mêmes. L'abus de certains de ses usages peut créer et maintenir des illusions (sur soi-même, les autres, la vie sociale , etc. et notamment donner un faux sentiment de contrôle de l'environnement, ce qui est pour certains auteurs un danger pour la société ;
- Il donne accès presque en tous temps et tous lieux à des programmes/activités/jeux/ressources dont certains ont des effets hypnotiques, qui vont de la fascination (devant le spectaculaire) jusqu'à une forme de sidération ou de surcharge informationnelle ;
- Il capte chez l'usager compulsif un temps et une énergie considérable, en affectant éventuellement aussi l'entourage. 
Michel Lejoyeux, spécialiste de l'addiction note que - comme dans d'autres contextes de dépendance - l'entourage peut aussi devenir anxieux quand la personne s'isole (ici devant ses écrans) ; « il n'est pas rare que des parents inquiets me demandent un avis ou une aide à propos d'un jeune rivé à son écran. Les plaintes sont presque toujours les mêmes : il ne leur parle plus, il délaisse ses études et ses amis. Il ne veut plus partir en vacances ni même sortir de chez lui »[56].

2. Dangers biologiques pour l'organisme
- Via l'utilisation compulsive d'Internet par les adolescents, il semble associée à des changements morphologiques, structurels et fonctionnels du cerveau (dont changements de densité de matière grise[57]. Une autre étude a en 2011 révélé une diminution locale du volume de matière grise mais aussi des changements dans la substance blanche, dont l'importance semble corrélés à la durée du phénomène de cyberdépendance. 
En raison de la grande plasticité du cerveau, ces travaux doivent être utilisés avec précaution car ces changements peuvent en partie refléter des types nouveaux d'apprentissage, de compétence et d'optimisations cognitives face aux nouveaux outils numériques. Mais des indices forts plaident aussi des troubles associés, de la mémoire à court terme, avec certaines pertes de capacités (dont à désirer explorer et expérimenter le monde réel plutôt que privilégier le monde virtuel où la prise de décision n'a pas les mêmes conséquences psychoaffectives et sociales).
- Une étude statistique[58] confirme qu'en 2012 le smartphone interfère avec la qualité du sommeil d'un grand nombre de personnes : 1/3 des propriétaires interrogés ont dit qu'ils préféreraient abandonner le sexe plutôt que leur smartphone. 95 % surfent sur le Web, lisent sur écran ou regarder un écran de télévision avant d'essayer de dormir. 90 % des 18-29 ans disent dormir avec leur téléphone ou le laisser très près du lit et 25 % ne l'éteignent pas avant de se coucher (10 % se disent ainsi réveillés la nuit plusieurs fois par semaine par des appels, textos ou courriels). 50 % vont immédiatement consulter leur téléphone s'ils se réveillent la nuit sans raison. Et 63 % des participants à cette étude reconnaissent que leurs besoins de sommeil n'ont pas été respectés dans la semaine. 
Une autre étude[59], faite par le Lighting Research Center (LRC) Rensselaer Polytechnic a montré que deux heures d'exposition à la lumière d'un écran rétroéclairé (de tablette ou téléphone regardé de près, ou écran TV) peut diminuer la sécrétion de mélatonine d'environ 22 %[60]. Utiliser un écran le soir repousse la sensation de fatigue et d'endormissement, mais prive d'un sommeil réparateur[61].
- Enfin, téléphoner ou utiliser les autres fonctions d'un smartphone en conduisant (ou lors d'activités dangereuses) est une source d'accident grave et parfois mortel.

## Prévention et traitements
Selon Sarah Kershaw (2005) dans le New York Times l'addiction à l'internet est souvent moins grave qu'à la télévision et selon ses travaux sur les addicts à lInternet, ceux-ci ont peu à peu limité leur temps d'accès, montrant qu'il existe un apprentissage et une capacité à autoréguler sa consommation.
L'éducation (dans la famille, à l'école ou via les pairs) joue un rôle important dans l'apprentissage d'un usage raisonné et socialement acceptable des outils numériques. Et selon Trisha Lin - comme pour la télévision - un smartphone ou une tablette ne devraient pas « être mis dans les mains de leurs jeunes enfants pour les occuper ou les faire taire ».
Cette éducation ou prévention aux comportements numériques excessifs, chroniques ou addictifs de nouvelles terminologies sont employées, sont l'objet de la désintoxication numérique.
Les pistes de solutions ou « traitements » évoqués par la littérature incluent:
- le filtrage d'Internet (pour les enfants) ;
- la psychothérapie, il s'agit généralement de psychothérapie cognitivo-comportementale[64],[65],[66],[67],[68].